# Anna Libera

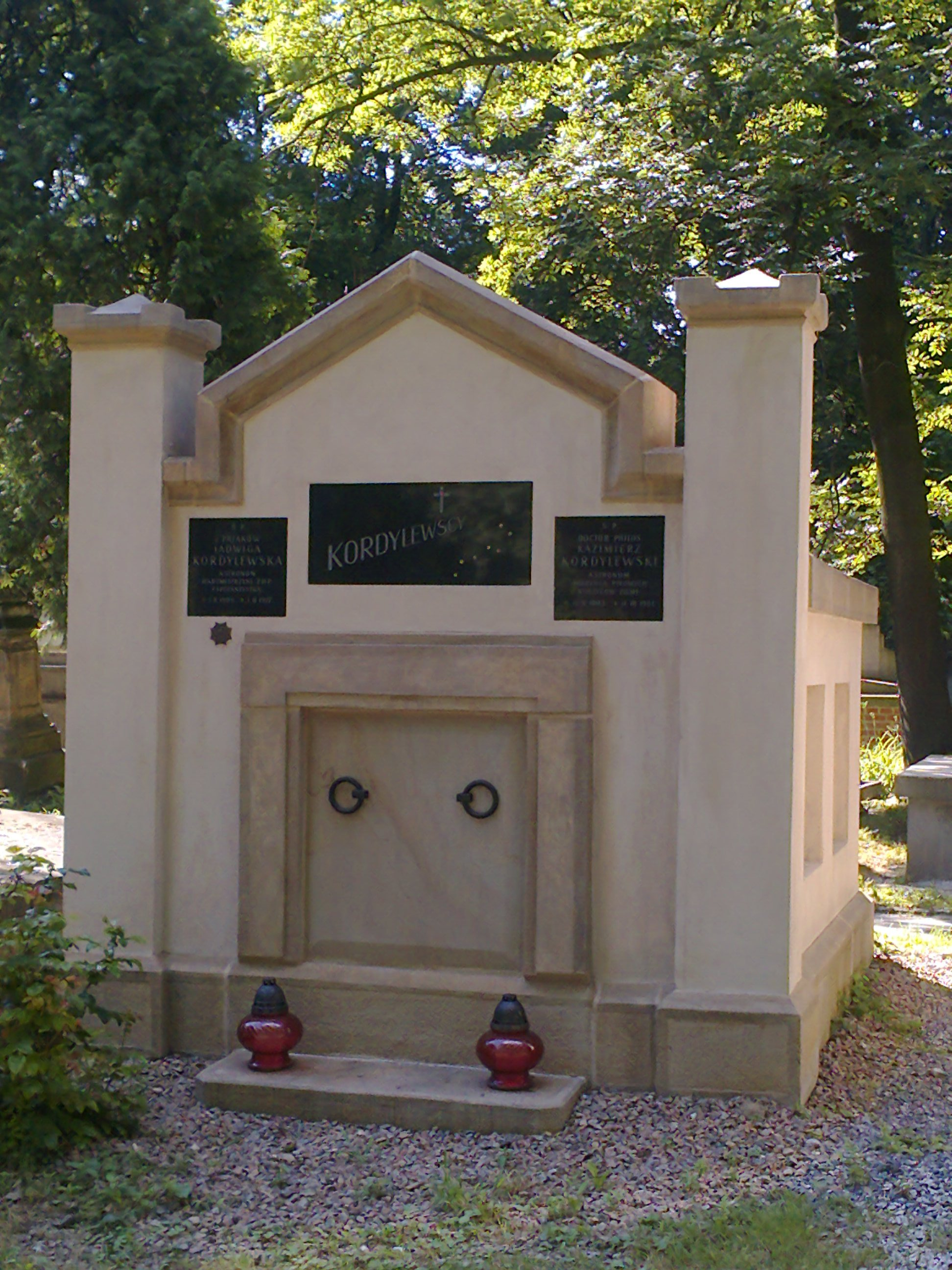
Grobowiec rodzinny Kazimierza Kordylewskiego, miejsce spoczynku Anny Libery Krakowianki

Anna Libera (pseud. Anna Krakowianka, ur. 31 sierpnia 1805 w Morawicy, zm. 10 czerwca 1886 w Krakowie) – polska poetka, działaczka oświatowa, z zawodu była hafciarką. Uważana za jedną z pierwszych kobiet w Krakowie piszących i publikujących swoje utwory.

## Życiorys
Autorka licznych nowel, dramatów i wierszy, publikowanych od 1842 roku. Szczególne miejsce w literaturze okresu romantyzmu zajmują jej Krakowianki, śpiewane do dziś powszechnie przez zespoły folklorystyczne, oraz powieści i legendy, dotyczące Krakowa i jego okolic, m.in. Radwanowic, Rudawy, Czerny, i Tenczynka. A. Libera opisała wierszem legendy o rycerzu Radwanie w powieści Przekleństwo i zamczysku koło Dubia w powieściach Zamczysko oraz Na kiermaszu w Rudawie. Pisała również o góralskich legendach w powieści Nowe poezye. Wydała także dramat Jadwiga, królowa Polski, opowieść wierszowaną Przygoda z czartem Jana Magury, po której poprawił się i został uczciwym człowiekiem, opowiadanie prozą Pani dobra i dobra służąca, czy poemat w VII. pieśniach Apostata o Stanisławie Orzechowskim (wyd. 1879). Swe wiersze i prozę publikowała również na łamach czasopism, zwłaszcza ludowych, takich jak: Gwiazdka Cieszyńska, Kalina, Szkólka dla młodzieży, Zagroda. Sporo utworów pozostało w rękopisach, przechowywanych głównie w Bibliotece Czartoryskich.
W latach 1820–1827 mieszkała w Rudawie przy swoim ojcu, mistrzu garbarskim, nauczycielu miejscowej szkoły parafialnej – Janie Liberze (zm. 1840). Od roku 1835 na stałe zamieszkała w Krakowie, początkowo na Kazimierzu, następnie przy ul. św. Jana, wreszcie w dzielnicy Piasek. Samodzielnie wychowywała córkę, Joannę Łucję, ur. 11 grudnia 1835.
Pochowana została na cmentarzu Rakowickim w Krakowie, w grobowcu rodzinnym Kordylewskich, z którymi była spokrewniona, w kwaterze 25.